# Gekka no Yasoukyoku
«Gekka no Yasoukyoku» (月下の夜想曲 Gekka no Yasōkyoku?) —en español: «Pensando bajo la Luna»— Es el quinto sencillo de la banda japonesa Malice Mizer lanzado el 21 de febrero de 1998. La primera edición tiene una cubierta especial de tela y letras doradas. Gekka no Yasoukyoku fue la canción de los créditos finales del show de TV "Egawa no shokutaku""
Alcanzó el número 11 en el ranking del Oricon Style Singles Weekly Chart y se mantuvo durante doce semanas en la lista.

## Lista de canciones
| (8cmCD) |                                      |        |        |          |  |
| N.º     | Título                               | Letras | Música | Duración |  |
| 1.      | «月下の夜想曲 (Gekka no Yasoukyoku)» | Gackt  | Közi   | 3:46     |  |
| 2.      | «Gekka no Yasoukyoku de l'image»     | Gackt  | Közi   | 3:55     |  |
| 3.      | «Gekka no Yasoukyoku (Instrumental)» |        | Közi   | 3:44     |  |
| 11:20   |                                      |        |        |          |  |